# Vysotsk
Vysotsk (Russisch: Высоцк; Fins: Uuras; Zweeds: Trångsund) is een kustplaats in de Russische oblast Leningrad. Zij heeft 1.673 inwoners, en is daarmee een van de kleinste Russische plaatsen met stadsstatus.
Vysotsk ligt op de Karelische Landengte, aan de oostelijke zijde van de Baai van Vyborg, 12 kilometer ten zuidwesten van Vyborg, en 159 kilometer ten noordwesten van Sint-Petersburg.
De geschiedenis van Vysotsk gaat in ieder geval terug tot 1559, toen Koning Gustaaf I hier een baljuw installeerde. In de jaren 40 van de 17e eeuw werd er een tolkantoor geopend. Het was toen namelijk al een belangrijke exporthaven voor onder andere hout, teer en zout.
Na afloop van de Grote Noordse Oorlog, in 1721, werd er op bevel van Peter de Grote een fort gebouwd. Dit fort kreeg de naam Trångsund. In 1812 werd de stad een onderdeel van het Grootvorstendom Finland. In 1917 werd Finland onafhankelijk, waarna de stad verderging onder de naam Uuras. Na de Winteroorlog kwam zij weer in Russische handen, maar tijdens de Vervolgoorlog was zij weer even in Finse handen. De Vrede van Moskou dicteerde een grenscorrectie richting Finland, waarmee de stad sindsdien onder de Sovjet-Unie en daarna Rusland valt. In 1948 werd de naam Uuras veranderd in Vysotsk, naar de machinegeweerschutter Koezma Demidovitsj Vysotski die in die buurt tijdens de Winteroorlog sneuvelde.
Aleksandr Popov, een van de 'vaders van de radio', voerde hier zijn experimenten uit.
Bestuurlijk centrum: Sint-Petersburg (geen onderdeel van de oblast)

Steden: Boksitogorsk · Gatsjina · Ivangorod · Kamennogorsk · Kingisepp · Kirisji · Kirovsk · Kommoenar · Ljoeban · Lodejnoje Pole · Loega · Nikolskoje · Novaja Ladoga · Otradnoje · Pikaljovo · Podporozje · Primorsk · Priozersk · Sertolovo · Sjasstroj · Sjlisselburg · Slantsy · Sosnovy Bor · Svetogorsk · Tichvin · Tosno · Volchov · Volosovo · Vsevolozjsk · Vyborg · Vysotsk

Stedelijke districten: Sosnovy Bor

Gemeentelijke districten: Boksitogorski · Gatsjinski · Kingiseppski · Kirisjski · Kirovski · Lodejnopolski · Loezjski · Lomonosovski · Podporozjski · Priozerski · Slantsevski · Tichvinski · Tosnenski · Volchovski · Volosovski · Vsevolozjski · Vyborgski